# No me enseñen la lección
«No me enseñen la lección» fue el quinto sencillo de Mecano, grupo español de tecno-pop. Se puso a la venta el 22 de noviembre de 1982 con la referencia CBS A-2876.
Este vendría a ser el último sencillo en ser extraído del álbum Mecano; se puede considerar como un «sencillo de cierre» en lo que se refiere a la promoción de dicho álbum.
Es un tema hecho en ritmo de medio-tiempo y es que refleja muy bien el sentir y el pensar de los adolescentes de la Edad Contemporánea en los países desarrollados: La canción nos habla de una persona adolescente, cansada ya de tanto estudiar y que aún no sabe en sí qué es lo que quiere ser de mayor... Pensando sólo en viajar y en disfrutar de la vida; sintiendo al mismo tiempo que todos están en su contra y pareciera que nadie lo comprende. Tema este, de la canción, con que muchos jóvenes puede que se sientan identificados.
Este sencillo no sonó mucho en España, pues las dos canciones se incluían en el álbum y eran bien conocidas, pues este había sido un gran éxito. Pero en algunos países de Latinoamérica, como por ejemplo Colombia y Venezuela, por mencionar solo dos, la canción tuvo una vida más larga, sonando en la pauta diaria de las emisoras de radio.
En la cara B venía el tema, también extraído del álbum, «Me voy de casa», un tema en up-tempo que también trata sobre la problemática adolescente del ya querer ser independiente y emanciparse para poder hacer lo que le apetezca, sin tener que obedecer a los mayores. El protagonista de «Me voy de casa», de hecho, se escapa y huye de sus padres. En los detalles, la canción es un reflejo de su época.

## Listado de temas

### Cara A
- «No me enseñen la lección» (3:11) (I. Cano)

### Cara B
- «Me voy de casa» (2:16) (I. Cano)